# Zbrodnia w lasach gniewkowskich
Zbrodnia w lasach gniewkowskich – niemiecka zbrodnia dokonana na Polakach w trakcie II wojny światowej. W jej ramach dokonano serię zbiorowych egzekucji przeprowadzonych przez członków SS oraz paramilitarnego Selbstschutzu między 1939 a 1943 r. w lasach gniewkowskich nieopodal Inowrocławia. W jej wyniku śmierć poniosło ok. 4 tys. mieszkańców Kujaw i okolic.

## Przebieg zbrodni
Niemcy zajęli Gniewkowo 7 września 1939 r. niezwłocznie przystępując do wysiedlania znaczniejszych mieszkańców. Miejscowa mniejszość niemiecka informowała Niemców o tym, kogo mają aresztować lub szukać. Transporty zmierzały do lasów, także z miejscowego więzienia (w Inowrocławiu), gdzie przetrzymywano lokalnych Żydów.
Po wkroczeniu Niemców na tereny Kujaw jesienią 1939 r. rozpoczęła się kampania nienawiści skierowana przeciwko najbardziej aktywnym przedstawicielom polskiej i żydowskiej społeczności – Intelligentzaktion. Lasy na północ od Gniewkowa stały się miejscem kaźni ok. 4 tysięcy polskich mieszkańców Inowrocławia i okolicy.

### Rola Selbstschutzu
Szczególne nasilenie zbrodni miało miejsce jesienią 1939 r. (w październiku-listopadzie), gdy za sprawą paramilitarnych bojówek Selbstschutzu doszło do serii mordów. Dowódcą odcinka inowrocławsko-włocławskiego był Obersturmbannfuhrer dr Hans Kölzow. Na czele powiatu stał miejscowy Niemiec – właściciel majątku ziemskiego Hans-Ulrich Hempel, który jednocześnie pełnił urząd zastępcy starosty. Naczelnikiem miasta Inowrocław był Hans Ulrich Jahnz, tam też znajdowała się siedziba Selbstschutzu powiatu Inowrocław. Od 27 września 1939 r. komisarycznym starostą w Inowrocławiu był Otto Christian von Hirschfeld.
W połowie września w lasy gniewkowskie przywieziono jednego dnia 4 ciężarówki ludzi, których rozstrzelano i pochowano w 2 masowych grobach. Hans Ulbricht – członek Selbstschutzu i policjant pomocniczy na przełomie września i października 1939 r. na polecenie przełożonego wraz z dwoma innymi policjantami pomocniczymi, w lesie koło Gniewkowa, wykopał rów o wymiarach 5 na 2 metry. Następnego dnia w tym miejscu rozstrzelano n/n osoby.
W lasach gniewkowskich od połowy września 1939 r. do 1940 r. widziane były wielokrotnie samochody wypełnione ludźmi, słyszano strzały oddawane z broni maszynowej. Jeden ze świadków zbrodni, w październiku 39 r., w niedzielę, o godz. 6 rano widział 2 autobusy wypełnione ludźmi. Pojazdy nadjechały z kierunku Inowrocławia i zatrzymały się przy tartaku. Jego właściciel wskazał drogę eskorcie w kierunku lasów gniewkowskich. Po pewnym czasie z lasu słychać było odgłos broni maszynowej. Również w październiku inny świadek pracując w lesie z grupą Polaków widział masową egzekucję około 200 osób, przywiezionych 3 autobusami z kierunku Inowrocławia. Eskortowali ich Niemcy w mundurach SS i SA w liczbie około 60-ciu. W połowie października inni świadkowie obserwowali przebieg egzekucji około 100 osób. Było to około godz. 8 rano. Do lasu podjechały 2 autobusy z n/n osobami. W lesie był już wykopany dół o długości około 10 metrów. Pokrzywdzonych pozbawionych ubrań, ustawiano w grupach, w szeregu przy dole, a następnie strzelano. Dół z ciałami nie został zasypany. Wśród strzelających do Polaków byli Niemcy ubrani w mundury SS, m.in. Hans Conradt – właściciel przedsiębiorstwa budowlanego z Gniewkowa, Hans Urlich Hempel – właściciel majtku Dobrogoście, Jahnz – właściciel majątku z Palczyna, Kieller z Chrząstowa – zarządca gospodarstwa po Polakach, Otto Thim – członek Selbstschutzu. O udziale Hansa Conradta w masowych egzekucjach zeznawali również inni świadkowie np. Franciszek Andrzejewski pracujący u Conradta, który w połowie września jadąc wozem konnym do tartaku Zajezierze widział przy lesie koło Gniewkowa 2 puste samochody ciężarowe i 3 auta osobowe m.in. Hansa Conradta. Przejeżdżając słyszał dochodzące z lasu krzyki i strzały. Miejsce było zabezpieczone przez uzbrojonych Niemców, m.in. Willego Brandta pracownika Conradta. W drodze powrotnej odnalazł masowy grób z wieloma zabitymi. Chwilę później mijał 2 kolejne samochody ciężarowe z ludźmi jadące w kierunku gdzie była odnaleziona przez niego mogiła oraz samochód, w którym jechał Conradt. Po południu w tym samym miejscu, w lesie odnalazł kolejną mogiłę z zabitymi. Takich transportów z ludźmi było dużo. Początkowo Niemcy zabijali ludzi w ubraniach. Później Conradt do swojego domu przywoził worki z ubraniami. Ww. wielokrotnie w obecności polskich pracowników przechwalał się, że znowu zabił Polaków. Latem 1940 r. Stanisław Dąbrowski wraz z Cielińskim jadąc do lasu gniewkowskiego po żwir do produkcji betonu, był świadkiem jak 10 Niemców w mundurach SA kopało dół. Po około godzinie, gdy wracali do Gniewkowa mijał ich samochód, w którym był Conradt z n/n osobą ubraną jak on w mundur S.A. Za nimi jechał autobus z ludźmi – około 30 osób oraz uzbrojonymi Niemcami.

### Ofiary
Wśród ofiar niemieckiej zbrodni znaleźli się przedstawiciele inteligencji polskiej z Inowrocławia i okolic. W masowych mogiłach spoczęli przedstawicieli nauczycielstwa, urzędnicy, duchowni, przemysłowcy, a także członkowie organizacji niepodległościowych. Aresztowania trwały od pierwszych tygodni niemieckiej obecności w Gniewkowie. Rozstrzelania miały miejsce od początku października. Wśród zamordowanych przez Niemców znalazł się m.in. Juliusz Trzciński – od 23 lipca 1921 do 22 października 1921 Minister byłej Dzielnicy Pruskiej.

## Odpowiedzialność sprawców
Pod koniec wojny dla zatarcia śladów Niemcy wykopywali i palili zwłoki.
Byli członkowie Selbstschutzu w toku niemieckiego śledztwa potwierdzali fakt masowych zabójstw dokonywanych w lasach gniewkowskich i udział w nich Selbstschutzu i innych służb w różnym charakterze. Przy czym twierdzili, że o zbrodniach tych tylko słyszeli lub przyznawali się jedynie do tworzenia ochronnego kręgu wokół polskich więźniów na miejscu egzekucji bądź na blokowaniu drogi dojazdowej. Zaprzeczali natomiast aby wykonywali egzekucje wskazując, że Polaków zabijało SS strzałem w kark. Przesłuchani członkowie innych służb – Gestapo, Służby Bezpieczeństwa (SD), oddziałów operacyjnych, policji ochronnej i żandarmerii wykluczali swój udział w egzekucjach wskazując, że wiedzę o nich posiedli tylko ze słyszenia.

Dnia 25 października 2013 r. umorzeniem zakończyło się śledztwo prowadzone przez Instytut Pamięci Narodowej w sprawie zabójstwa co najmniej 35 Polaków jesienią 1939 r. w lasach gniewkowskich k. Gniewkowa.

## Upamiętnienie
O wydarzeniach w Gniewkowie pisał m.in. The New York Times w 1940 r. w artykule: „Fragmenty notatki oskarżającej nazistów o masowe morderstwa na Polakach”. Poruszony był tam temat osadzenia wszystkich księży dekanatu gniewkowskiego.
Nieopodal miejsca dokonania zbrodni znajduje się miejsce pamięci narodowej.

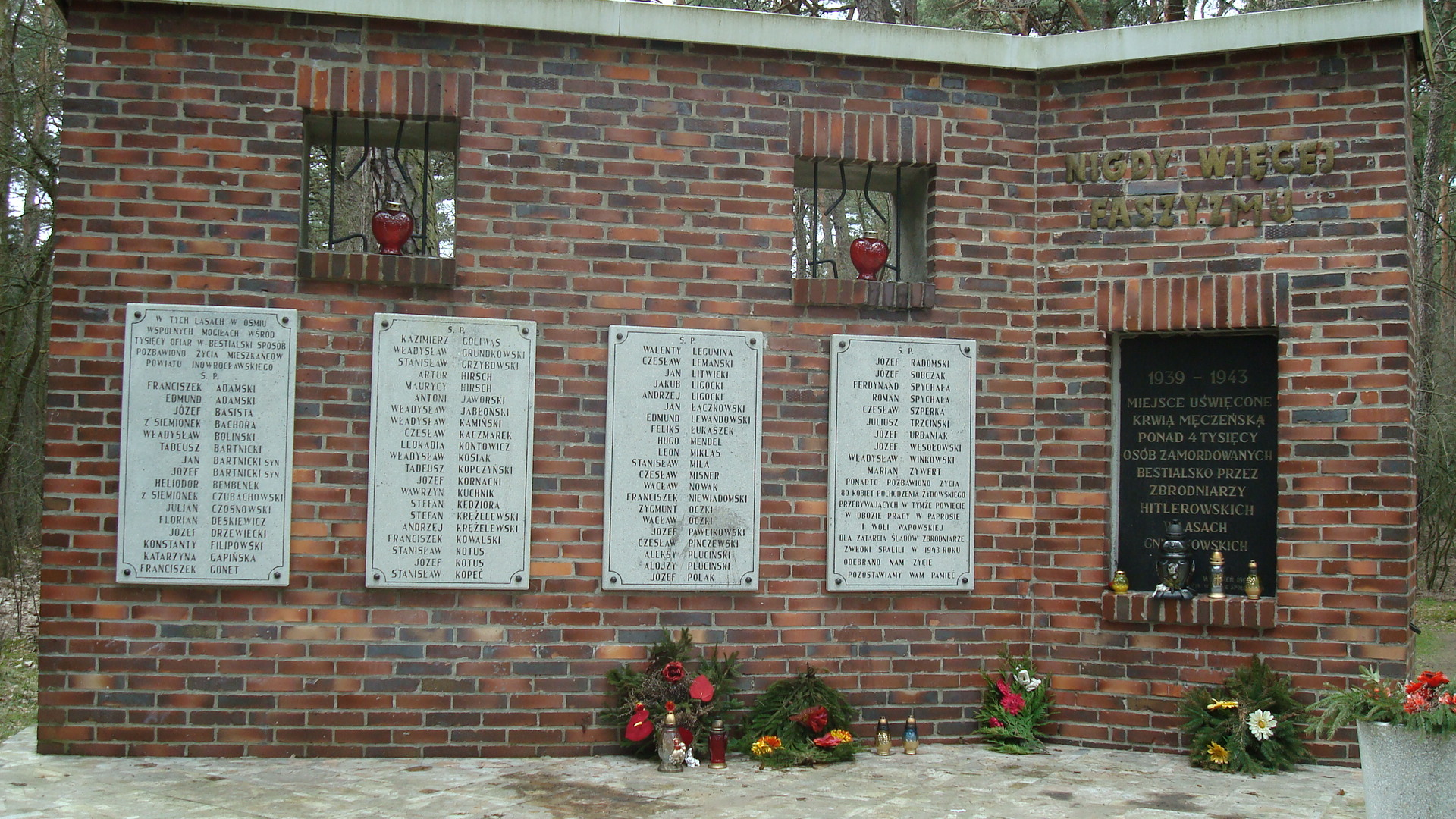
Tablice na obelisku

Mieści ono pomnik oraz osiem symbolicznych zbiorowych mogił. W 1945 roku w ramach czynów społecznych ze zbiórek społeczeństwa powiatu inowrocławskiego pobudowano obelisk ku czci pomordowanych obywateli w latach 1939–1941. W 1965 roku na monumencie ustawiono tablice. W latach 1985 i 1986 pomnik przebudowano i umieszczono tablice z nazwiskami niektórych osób zamordowanych. Postawiono wówczas również krzyż. Miejsce to jest odwiedzane przez turystów, a corocznie podczas obchodów rocznicy 1. i 17 września 1939 r. mieszkańcy uczestniczą w uroczystościach upamiętniających wybuch II wojny światowej.